# 이리스

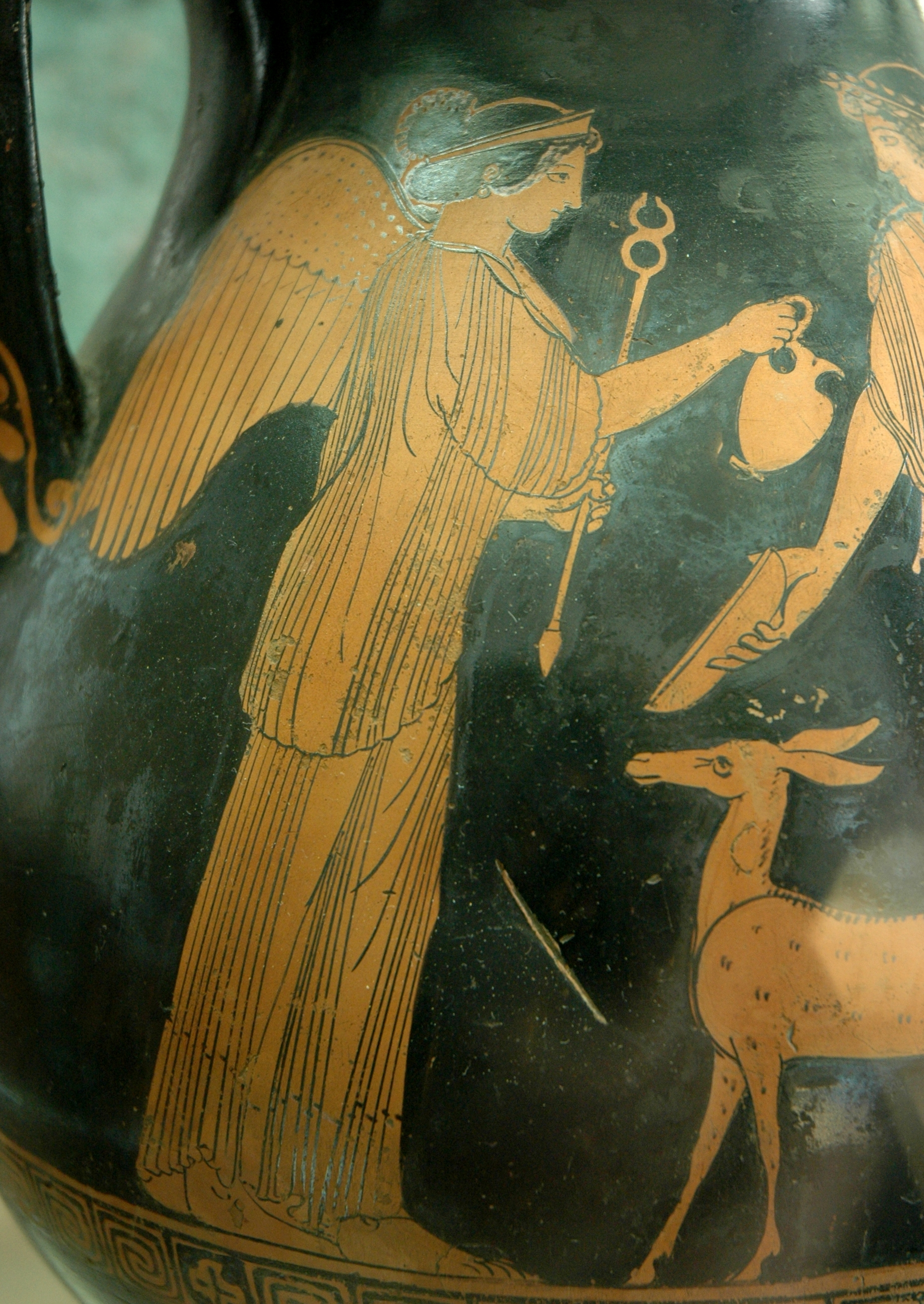
이리스, 케뤼케이온과 황금 주전자를 들고 있다.

이리스(고대 그리스어: Ἴρις)는 그리스 신화에 나오는 여신으로 신들의 전령사, 심부름꾼 역할을 하는 여신이다. 무지개가 의인화된 신으로 무지개처럼 천상과 인간 세계의 지상, 바다 속과 지하세계까지도 두루 다니며 신들의 심부름을 하는 역할을 한다. 같은 역할을 하는 남신(男神)은 헤르메스이다.

## 신화
이리스는 타우마스와 오케아니스 중의 하나인 엘렉트라 사이에서 태어난 딸로 하르퓌이아이와 자매지간이다. 헤시오도스는 그녀를 걸음이 매우 빠른 존재로 묘사하는데 주로 여신 헤라의 전령사인데 제우스의 심부름을 하기도 한다. 신들 사이에 분쟁이나 다툼이 있을 때 신들에게 맹세를 하게 할 때 제우스는 이리스를 저승에 보내어 스튁스 강물을 황금 주전자에 담아 오게 한다. 이 스튁스 강물에 맹세한 것은 비록 제우스 자신이라도 어길수 없다고 한다.
호메로스의 일리아스에서 그녀는 자주 신들의 전령사로 등장하는데 오딧세이아에서는 전령사 역할이 헤르메스에게 넘어가 있다. 그녀는 헤르메스와 마찬가지로 케뤼케이온이라는 전령사의 지팡이를 들고 다니며 황금 날개가 달린 모습으로 묘사된다.
아르고호 원정대의 전설에서 아르고 호의 선원들이 하르퓌이아이들에게 괴롭힘을 당하는 피네오스를 구해줄때도 이 무지개의 여신 이리스가 등장한다.
이리스는 ‘서풍의 신’ 제피로스와 결혼하여 포토스를 낳았다고 전한다. 또다른 전설에는 이리스에게는 아르케라는 쌍둥이 자매가 있었는데 이 아르케는 티탄들과의 전쟁에서 올림포스 신들의 편이 아니라 티탄족들의 전령사 역할을 했다고 한다. 이리스가 황금 날개를 달고 있는 반면 이 아르케는 무지개 빛 날개를 달고 있었는데 티탄과의 전쟁에서 승리한 제우스는 적들의 전령이었던 이 아르케의 무지개 빛 날개를 빼앗아 네레이스 테티스의 결혼 선물로 주었다고 한다. 테티스는 이 날개를 아들 아킬레우스의 다리에 붙여주었고 그래서 아킬레우스의 별명 중에 하나인 포르타케스 (즉, 아르케의 날개를 단 다리라는 뜻)가 붙여졌다.

## 이리스 관련 잡설(雜說)
- 영어의 무지개 빛깔을 뜻하는 단어 iridescence는 바로 이 여신의 이름에서 유래했다.
- 소행성 7 이리스는 이 여신의 이름을 붙였다.
- 스페인어와 포르투갈어의 '무지개'라는 단어는 각각 "Arco iris" 와  "arco-íris"이다. 물론 이 여신의 이름에서 유래했다.
- 이리듐은 이리스의 이름에서 유래된 이름이다
- 케이밥 걸그룹 IRRIS는 바로 이 여신의 이름에서 유래했다[2]

## 같이 보기
- 천사
- 프로메테우스